# МД54-4
МД54-4 (М - Мотовоз, Д - Дизельний, 54 - к.с., 4 - кількість осей) ― Дизельний мотовоз, який випускався з 1962 по 1974 рік. Виготовлявся на Істьєнському машинобудівному заводі (до 1973 року), Калінінському екскаваторному заводі (перейменований на ЗАТ "Тверський екскаватор"), та Камбарському машинобудівному заводі (до 1974 року).

## Історія
Мотовоз розробили та виготовили його перший дослідний зразок в 1957-1958 роках. Виробництво почалося з 1960 року, але масовість набрало з 1962 року. З Лютого 1960 р., після злиття двух підприємств в Калінінський екскаваторний завод, машинобудівне підприємство отримало розпорядження на виробництво мотовозів МД54-4. 
Кількість виготвлених мотовозів коливається від 4849 до 6687 одиниць. Істьєнським заводом, за наявною інформацією, виготовлено 5437 штук, а Калинівським заводом 1240.
Також відомо про версію мотовозу для широкої колії (1520 мм). 
Мотовоз отримав значне розповсюдження по всім вузькоколійним залізницям пост-радянського простору, деякі з них збереглися в музеях вузькоколійної техніки, або на підприємствах, де працюють, або працювали.
В Україні МД54-4 можна побачити в музеї Коростівської вузькоколійки.

## Опис
Кузов капотного типу. Оснащений п'ятиступінчатою механічною передачею. Кабіна виготовлена з металу, до неї проведене повітряне опалення від двигуна, також в кришці є люк. В задній частині розміщена платформа для перевезення вантажів, масою до 1 тонни, та з двома продольними ящиками, для баласту. Для освітлення використовується декілька електричних ламп.

## Технічні характеристики

### Загальні характеристики[3]
- Тип: маневровий
- Марка: МД-54-4
- Передача: механічна
- Конструкційна швидкість: 20 км/год
- Службова маса: 10 т
- Ширина: 2115 мм
- Висота: 2980 мм
- Довжина: 7152 мм
- Відстань між центрами візків: 3800 мм
- Колія: 750 мм
- Колісна формула: 0-2-0 + 0-2-0
- Діаметр колес: 600 мм
- Мін. радіус проходження кривих: 25 м

### Силова установка[1][3]
- Силова установка: Д-75
- Потужність: 54 к.с.
- Охолодження: водяне
- Запас палива: 210 кг
  - Мастило для дизеля: 25кг
  - Мастило для гідропередачі: 16 кг
  - Води: 40 кг
  - Піску: 60 кг

## Цікаві факти
Через свою легкість, цей тип мотовозу використовується на торфовозній вузькоколійній залізниці в Айзпуте, інші типи тяги не підходять через стан рейок, які не витримують більшої ваги.